# ديلي غزة
ديلي غزة هي خدمة إذاعية طارئة أطلقتها بي بي سي العربية ردًا على الصراع المستمر في قطاع غزة خلال الحرب بين الفلسطينية الإسرائيلية "لتزويد المستمعين في غزة بأحدث المعلومات والتطورات بالإضافة إلى نصائح السلامة حول أماكن الوصول إلى المأوى والغذاء وإمدادات المياه".

## الخلفية
واجه قطاع غزة المكتظ بالسكان، تحديات كبيرة بسبب الصراع الاسرائيلي. مما أدى انقطاع البنية التحتية للاتصالات بسبب الغارات الجوية إلى حرمان المدنيين من الوصول بشكل موثوق إلى المعلومات الأساسية. في هذا السياق، أنتجت خدمة بي بي سي العالمية بشكل عاجل خدمة إذاعية مخصصة يمكنها تقديم التحديثات في الوقت المناسب ونصائح السلامة للسكان المتضررين على الرغم من انهيار البنية التحتية للإنترنت والهاتف.

### خدمة بي بي سي العالمية
تُعد خدمة بي بي سي العالمية أكبر هيئة بث خارجية في العالم من حيث مساحة الاستقبال واختيار اللغة ومدى وصول الجمهور. لقد استجابت الخدمة العالمية لحالات الطوارئ في الماضي، ومنها: 
- في مايو 2023، أثناء الحرب في السودان، أطلقت بي بي سي العربية خدمة إذاعية طارئة.
- في فبراير 2022، قامت قناة بي بي سي نيوز الأوكرانية بتوسيع نشراتها التلفزيونية بعد الحرب الروسية الأوكرانية.
- في عام 2014، أطلقت مؤسسة بي بي سي ميديا أكشن خدمة خاصة بغزة خلال حرب غزة عام 2014.

### بث الإذاعة
انطلقت إذاعة غزة اليومية في 3 نوفمبر 2023، وتبث على موجة AM متوسطة التردد على تردد 639 كيلوهرتز من محطة التتابع البريطانية في شرق البحر الأبيض المتوسط، الواقعة بالقرب من شاطئ ليديز مايل، ومنطقة القاعدة السيادية الغربية، وأكروتيري، وديكيليا، والتي ظلت غير مستخدمة من قبل هيئة الإذاعة البريطانية منذ أبريل 2015.

### برامج الإذاعة
منذ 10 نوفمبر 2023 قامت إذاعة غزة اليومية ببث برنامجين يوميا بمحتوى تم إنتاجه في القاهرة ولندن. تطلق الإذاعة برنامج يومي واحد في الساعة 1500 بتوقيت جرينتش وتحديث يومي في الساعة 0500 بتوقيت جرينتش. خلال الفترة بين 3 نوفمبر 2023 10 نوفمبر 2023 أذيع برنامجًا واحدًا يومياً في الساعة 1500 بتوقيت جرينتش.
كما أفادت ليليان لاندور، مديرة خدمة بي بي سي العالمية، بأن "قناة بي بي سي العربية الإخبارية في وضع ممتاز لتقديم هذه الخدمة الحيوية لسكان غزة في وقت الحاجة الأكبر. فخبرتهم ومعرفتهم المتخصصة بالمنطقة، إلى جانب مكانة بي بي سي كمصدر إخباري موثوق، تضمن قدرتنا على توفير المعلومات الأساسية للمدنيين في غزة".